# Soziale Angelegenheiten (Arbeitsrecht)
Unter sozialen Angelegenheiten versteht das Betriebsverfassungsgesetz in erster Linie die Arbeitsbedingungen der Arbeitnehmer.
Der Betriebsrat hat bei sozialen Angelegenheiten, soweit eine gesetzliche oder tarifliche Regelung nicht besteht, ein Mitbestimmungsrecht, § 87 BetrVG. 
Soziale Angelegenheiten, die nicht dem Mitbestimmungsrecht unterliegen, können gegebenenfalls durch eine freiwillige Betriebsvereinbarung (§ 88 BetrVG) zwischen Arbeitgeber und Betriebsrat geregelt werden. Arbeitsschutz und betrieblicher Umweltschutz (§ 89 BetrVG) sind auch als Soziale Angelegenheiten zu betrachten.